# Parrocchia di East Feliciana
La parrocchia di East Feliciana (in inglese East Feliciana Parish) è una parrocchia dello Stato della Louisiana, negli Stati Uniti. La popolazione al censimento del 2000 era di 21 360 abitanti. Il capoluogo è Clinton.

## Geografia
La parrocchia si trova nel centro-est dello Stato, al confine con il Mississippi. Il confine est è dato dal fiume Amite.

### Parrocchie e contee confinanti
- Contea di Wilkinson (Mississippi) - nord-ovest
- Contea di Amite (Mississippi) - nord-est
- Parrocchia di Saint Helena - est
- Parrocchia di East Baton Rouge - sud
- Parrocchia di West Baton Rouge - sud-ovest
- Parrocchia di West Feliciana - ovest

## Storia
La parrocchia fu creata nel 1824. Fu chiamata così in onore di Felicite de Gálvez, moglie di Bernardo de Gálvez y Madrid, governatore del territorio della Louisiana.

## Comuni
La parrocchia include i seguenti comuni:
- Clinton (capoluogo) - town
- Jackson - town
- Norwood - village
- Slaughter - town
- Wilson - village